# Circondario di San Bartolomeo in Galdo
Il circondario di San Bartolomeo in Galdo era uno dei tre circondari in cui era suddivisa la provincia di Benevento, della quale comprendeva la porzione nordorientale a cavallo dello spartiacque appenninico, corrispondente all'alto bacino del Fortore e all'alta valle del Miscano, nonché alle valli degli affluenti in sinistra idrografica del medio Tammaro (tra cui Tammarecchia, Reinello e Tamaricchio).

## Storia
Con l'Unità d'Italia (1861) la suddivisione in province e circondari stabilita dal Decreto Rattazzi fu estesa all'intera Penisola. La neonata provincia di Benevento venne costituita con i territori provenienti dalle provincie circostanti alla ex delegazione pontificia. Il circondario di San Bartolomeo in Galdo venne così a formarsi raggruppando i vecchi circondari (che diventano mandamenti) da tre provincie del regno delle due Sicilie: Principato Ulteriore (IV provincia), Capitanata (VI) e Molise (XII). In particolare il territorio fu creato staccando il mandamento del comune capoluogo dal distretto di Foggia, i mandamenti di Baselice, Colle Sannita e Santa Croce di Morcone dal distretto di Campobasso e quello di San Giorgio La Molara dal distretto di Ariano, quello di Castelfranco in Miscano dal distretto di Bovino.
Il circondario di San Bartolomeo in Galdo venne soppresso nel 1926 e il territorio assegnato al circondario di Benevento.

## Geografia antropica

### Suddivisioni amministrative
Nel 1863, la composizione del circondario era la seguente (tra parentesi sono indicati gli abitanti):
- Mandamento I di Baselice (9 544)
  - Baselice (3 850), Castelvetere in Val Fortore (3 859), Foiano di Val Fortore (1 835)
- Mandamento II di Castelfranco in Miscano (8 218)
  - Castelfranco in Miscano (3 818), Ginestra (1 002), Montefalcone di Val Fortore (3 398)
- Mandamento III di Colle Sannita (8 893)
  - Circello (2 929), Colle Sannita (4 967), Reino (997)
- Mandamento IV di San Bartolomeo in Galdo (7 596)
  - San Bartolomeo in Galdo
- Mandamento V di San Giorgio la Molara (11 536)
  - Molinara (2 310), San Giorgio la Molara (4 632), San Marco de' Cavoti (4 594)
- Mandamento VI di Santa Croce di Morcone (10 521)
  - Castelpagano (2 701), Cercemaggiore[4] (3 757), Santa Croce di Morcone (4 063)